# Powiat Wołowski
Der Powiat Wołowski ist ein Powiat in der Woiwodschaft Niederschlesien in Polen. Der Powiat hat eine Fläche von 675 km², auf der etwa 47.000 Einwohner leben.

## Gemeinden
Der Powiat umfasst drei Gemeinden, davon
zwei Stadt- und Landgemeinden
- Brzeg Dolny (Dyhernfurth)
- Wołów (Wohlau)

und eine Landgemeinde
- Wińsko (Winzig)